# Ina Delcheva
Ina Delcheva (née le 20 juillet 1977 à Plovdiv) est une gymnaste rythmique bulgare.

## Biographie
Ina Delcheva remporte aux Jeux olympiques d'été de 1996 à Atlanta la médaille d'argent par équipe avec Valentina Kevlian, Maria Koleva, Maya Tabakova, Ivelina Taleva et Viara Vatashka.

## Palmarès

### Jeux olympiques
- Atlanta 1996
  -  médaille d'argent par équipe.

### Championnats du monde
- Budapest 1996
  -  médaille d'or par équipe.
- Paris 1994
  -  médaille de bronze par équipe.